# 长女星
长女星（147 Protogeneia）是第147颗被人类发现的小行星，于1875年7月10日发现。长女星的直径为132.9千米，质量为2.5×1018千克，軌道周期为2026.831天，位於小行星帶。
長女星以希臘神話丟卡利翁與皮拉的女兒普羅特吉尼亞命名。
2002年5月28日，德克薩斯州報道了長女星造成掩星現象。

## 外部連結
- Orbital simulation （页面存档备份，存于） from JPL (Java) / Horizons Ephemeris （页面存档备份，存于）

| 前一小行星： (146)娩神星 | 小行星列表 | 後一小行星： (148)高盧星 |